# Rhombosolea plebeia
Rhombosolea plebeia är en fiskart som först beskrevs av Richardson, 1843.  Rhombosolea plebeia ingår i släktet Rhombosolea och familjen flundrefiskar. IUCN kategoriserar arten globalt som livskraftig. Inga underarter finns listade i Catalogue of Life.